# Impreza (singolo)
Impreza è un singolo del rapper polacco Sobel, pubblicato il 23 novembre 2019.

## Video musicale
Il video musicale, in versione animata, è stato reso disponibile in concomitanza con l'uscita del brano.

## Tracce
Testi di Szymon Sobel, musiche di Lezter.
1. Impreza – 2:45

## Formazione
- Sobel – voce, mastering, missaggio
- Lezter – produzione